# Sellos postales ecuatoguineanos

## Colonias españolas

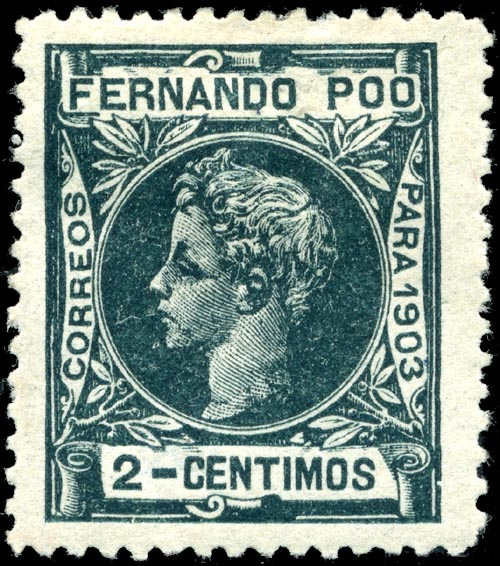
Un sello de Fernando Poo de 1903.

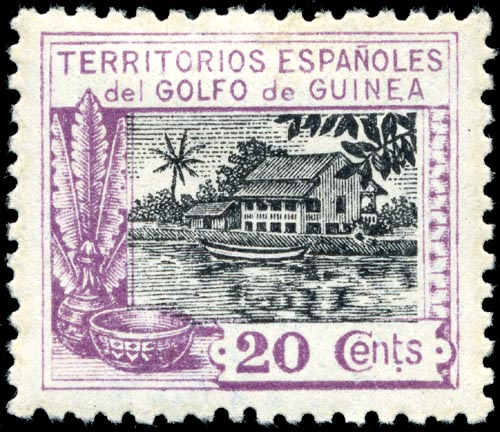
Sello de Guinea española de 1924.

Los sellos bajo la denominación de "Territorios Españoles del Golfo de Guinea" o "Guinea Española" fueron emitidos de 1909 a 1959 para los territorios españoles en la región de Guinea, reemplazando los de uso como colonias individuales.

### Fernando Po
Los sellos para la isla de Fernando Poo fueron emitidos por primera vez en 1868 por las autoridades coloniales españolas en la capital Santa Isabel.

### Río Muni
Para el enclave continental de Río Muni, los sellos se emitieron como "Guinea Continental Española" de 1902 a 1909.

### Elobey, Annobón y Corisco

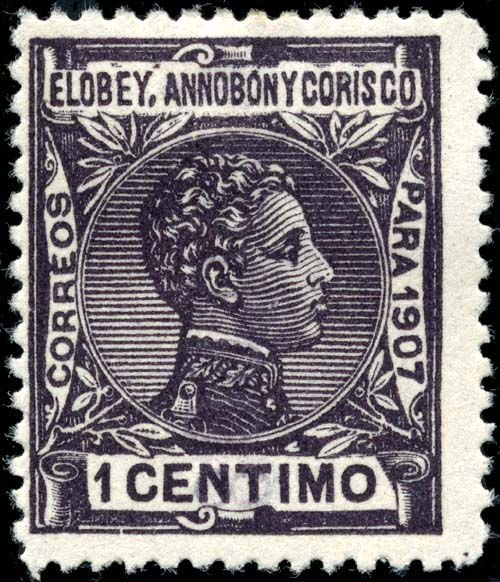
Elobey, Annobón and Corisco: 1 céntimo, 1907.

Los territorios insulares de Elobey Grande, Elobey Chico, Annobón y Corisco en el Golfo de Guinea emitieron sellos de franqueo propios entre 1903 y 1910.

## Provincias españolas
De 30 de julio de 1959 a 11 de octubre de 1968, Fernando Poo y Río Muni tuvieron tratamiento de provincias de españolas, incluyendo el periodo en que conformaron una región autónoma hasta la independencia de Guinea Ecuatorial el 12 de octubre de 1968.
Así, Fernando Poo y Río Muni emitieron sellos como Guinea española hasta que 1960 cuándo el gobierno español decretó el uso de asuntos separados para las provincias Río Muni y Fernando Po.
Los primeros sellos de Río Muni se emitieron el 27 de abril de 1960. La primera serie definitiva aparecida en aquel año, constando de nueve valores, 25 c a 10 p, todos con el mismo diseño que muestra un misionero y una lectura de chico nativa, e inscripción "RIO MUNI".
En 1961 se le añadió la leyenda "ESPAÑA"; se elaboraban una media de 3 emisiones temáticas al año, constando de dos a cuatro estampa cada cual, y normalmente describiendo animales y plantas locales. Otra serie definitiva aparecida en 1964, también con nueve valores. El último asunto de Río Muni era un conjunto de tres señales del zodíaco emitieron el 25 de abril de 1968.

## Independencia
Guinea ecuatorial devenía una república independiente el 12 de octubre de 1968 y sus primeros sellos como tal estuvo emitido en aquella fecha.
Con el tiempo, se han generado series de tópicos variados y mucho coloridos orientados al mercado extranjero del coleccionismo de sellos. Desde 1979 todos los sellos están diseñados e imprimidos por la FNMT de España.